# Tania, la bella salvaje
Tania, la bella salvaje es una película musical mexicana de 1948 producida, escrita y dirigida por Juan Orol, y protagonizada por Rosa Carmina y Luis Aragón. 

## Argumento
Rolando (Manuel Arvide), un hombre millonario, conoce en una isla del Pacífico Sur a Tania (Rosa Carmina), una joven y exuberante nativa de la que se enamora. El hombre decide llevar a la muchacha con él hasta México, donde la convierte en una famosa estrella de cabaret. Pero Tania termina traicionándolo y lo abandona por otro hombre. Rolando decide entonces lanzar a la fama a Fedora (Juanita Riverón), quién termina alcanzando el éxito. La suerte le cobra a Tania su ingratitud, y termina cayendo en la perdición.

## Reparto
- Rosa Carmina ... Tania
- Luis Aragón ... Gustavo
- Manuel Arvide... Rolando
- Juanita Riverón ... Fedora
- Kiko Mendive ... Monito
- Lilia Prado ... Amiga

## Comentarios
Segunda cinta realizada por Juan Orol con su tercera musa cinematográfica, la exuberante rumbera cubana Rosa Carmina, filmada inmediatamente después de su debut con Orol en la cinta Una mujer de Oriente. Cuenta Rosa Carmina: «En ese ínter comienza a gustar mi presencia, mis películas tienen mucho éxito, comienzo a hacer giras por el interior de la República. Mi número era la canción que Armando Valdéz me escribió para "Tania": "Bururú Manengue", y que era a base de puros tambores».